# Bukit Ulu
Bukit Ulu is een bestuurslaag in het regentschap Musi Rawas van de provincie Zuid-Sumatra, Indonesië. Bukit Ulu telt 711 inwoners (volkstelling 2010).